# Трус (рассказ)
«Трус» — рассказ Александра Куприна, опубликованный в 1903 году.

## История создания и публикации
Рассказ «Трус» был опубликован в «Журнале для всех», в первом номере за 1903 год.
Куприн не вносил существенных изменений в последующие издания «Труса», ограничиваясь лишь мелкими стилистическими исправлениями, как это было сделано при работе над выходом третьего тома рассказов писателя в издании «Мир божий», а также при подготовке собрания сочинений Куприна, выпущенного «Московским книгоиздательством».

## Сюжет
В винном погребе Айзика Рубинштейна выступают двое бродячих актёров. Один из них — старый артист Герш Цирельман, который из-за своего алкоголизма не задерживался надолго ни в одной театральной труппе. Закончив выступление и расплатившись со своим помощником, он присел за столик, ожидая Мойше Файбиша, местного балагулу (владельца или ямщика одноимённого экипажа для дальних переездов). Тот имеет репутацию смелого и предприимчивого физически крепкого контрабандиста, о чём открыто конечно не говорили. На встречу с ним Цирельмана сподвигла его супруга Этля, желавшая, чтобы тот прилично заработал, поучаствовав в деле контрабанды с Файбишем. Тот берёт его на дело. Контрабандисты нарываются на засаду, а трусость и панический страх, охвативший Цирельмана, едва не стоят жизни ему и Файбишу. В итоге, получивший груду ударов кнутом и ругани от Файбиша, Цирельман пробирается домой, прячется под одеяло к Этле, радуясь, что ночное приключение закончилось:
Когда же тепло окончательно проникло в его грудь и живот и он вспомнил сегодняшнюю дорогу, и острый блеск в глазах Файбиша, и выстрел с плотины, и печальную луну над лесом, и солдата, мчавшегося, точно библейское видение, на огромной лошади с вытянутой шеей, – то ему показалось невероятным, что это именно он, а не кто-то другой, посторонний ему, испытал все ужасы этой ночи. Вспомнилось ему также, как он убеждал самого себя, что должна когда-нибудь окончиться и эта ночь и эта поездка… и, с удовольствием ощущая живую теплоту, шедшую от тела Этли, он сжался в комочек и засмеялся под бебехом тихим, радостным смехом.

## Критика
Филолог Фёдор Батюшков отмечал в рассказе новаторскую для Куприна психологическую контрастность его героев, совмещение в них высоких побуждений и низких свойств, комизма и трагизма, пафоса и изобличений, что в свою очередь привлекает читателя, заставляя его переживать разнообразные чувства к героям рассказа: от жалости до негодования. Писатель Антон Чехов в письме Куприну, рассказывал о том, что гостивший у него писатель Викентий Вересаев очень нахваливал его «Труса». Критик Ангел Богданович восхищался характерами Цирельмана и Файбиша, особенно в сравнении друг с другом: нервной и тонкой натуры первого с грубым и смелым Файбишем, который делается таким благодаря тупости, с которой он относится ко всем происходящим явлениям вокруг него. В этом рассказе Куприн едва ли не впервые обращается к людям, находящимся вне обычных общественных связей и которые вскоре займут важное место в его творчестве (воры, шулера, контрабандисты, проститутки и другие). Критик Вацлав Воровский отмечал, что эти люди с одной стороны «счастливые дети природы», а с другой — «отверженные мира сего».